# Thomas Weelkes

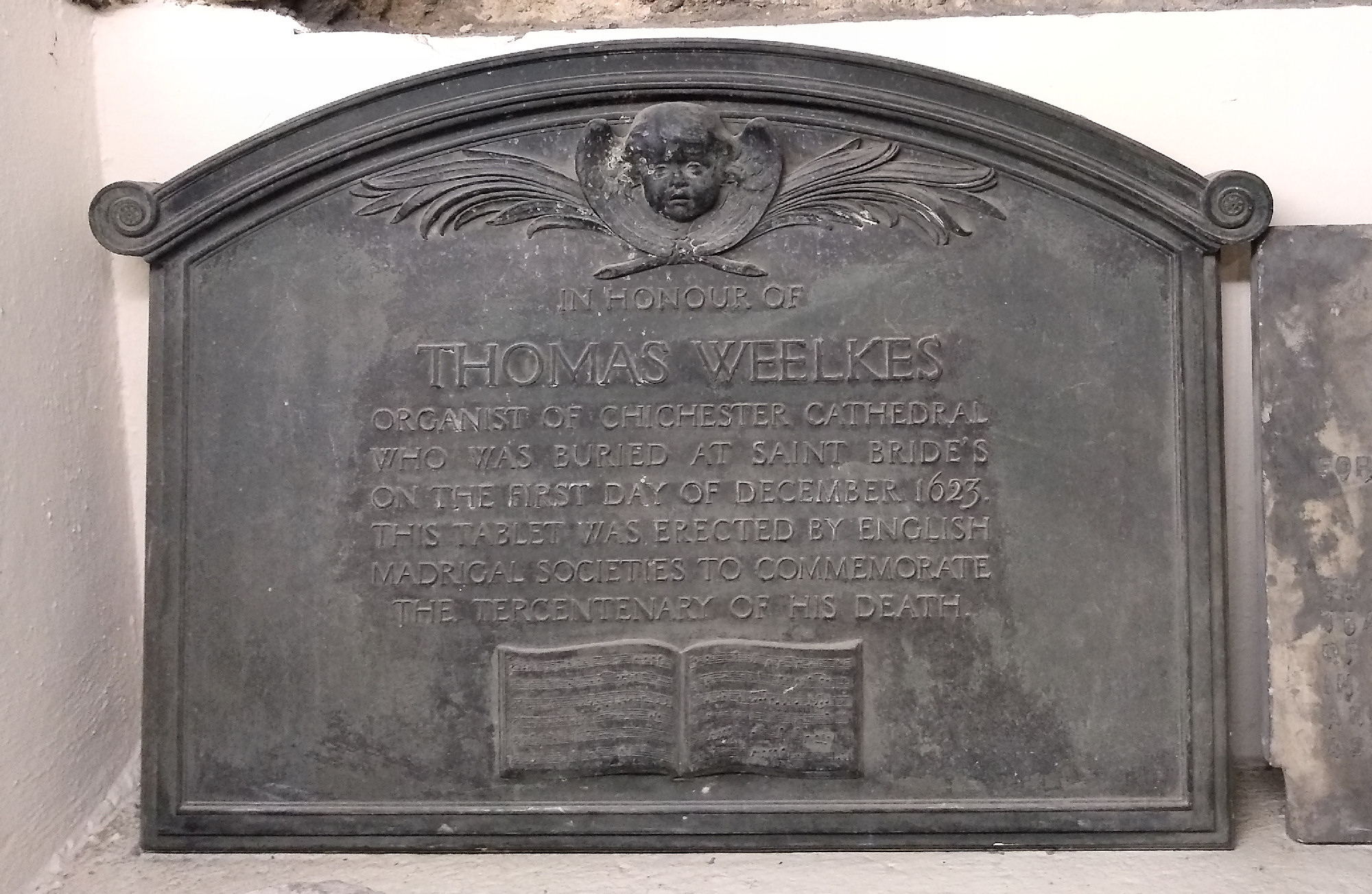
Cripta de Thomas Weelkes, memorial na Igreja de Santa Brígida, Londres

Thomas Weelkes (1576 - 1623), foi um músico, e organista, inglês do período renascentista, autor de madrigais e de música sacra.

## Biografia
Weelkes foi batizado na pequena igreja da vila de Elsted em Sussex em 25 de outubro 1576. Tem sido sugerido que seu pai era John Weelkes, reitor da Elsted , embora não haja nenhuma prova documental da relação. Em 1597, quando seu primeiro volume de madrigais foi publicado, o prefácio observava que ele era um homem muito jovem quando eles foram escritos, o que ajuda a fixar a data do seu nascimento para algum lugar no meio da década de 1570. No início de sua vida, ele estava em serviço na casa do cortesão Edward Darcye. No final de 1598, com a idade provável de 22, Weelkes foi nomeado organista da Winchester College, onde permaneceu por dois ou três anos, recebendo o salário de 13 xelins e 4 dinheiros por trimestre (£ 2 para três quartos). Sua remuneração incluía alojamento e alimentação.
Durante seu período de Winchester, Weelkes compôs mais dois volumes de madrigais (1598, 1600). Ele obteve seu B. Mus. Grau de New College, Oxford, em 1602, e mudou-se para Chichester para assumir o cargo de organista e instrutor das coristas na Catedral, em algum momento entre outubro de 1601 e outubro de 1602. A ele também foi dado um estágio com leigos na Catedral, a ser pago £ 15 2s 4d anualmente, ao lado de sua alimentação, alojamento e outras comodidades. No ano seguinte, casou-se com Elizabeth Sandham, de uma rica família local. Eles tiveram três filhos e havia rumores de que Elizabeth já estava grávida no momento do casamento. O quarto e último volume dos Madrigais de Weelkes, publicado em 1608, traz uma página de título, onde ele se refere a si mesmo como um cavalheiro da Capela Real, no entanto, registros na própria Capela Real não o mencionam, então, ele pode ter sido um cavalheiro extra-ordinário - um daqueles que foram convidados a ficar até que um substituto permanente fosse encontrado.
Weelkes viria a encontrar-se em apuros com as autoridades da Catedral de Chichester pelo seu consumo excessivo de álcool e comportamento exagerado. Ele já tinha sido multado por "urinar no orgão durante a Oração Vespertina". Em 1609, ele foi acusado de ausência não autorizada, mas nenhuma menção de comportamento bêbado é feita até 1613, e J Shepherd, um estudioso de Weelkes, sugeriu cautela em assumir que seu declínio começou antes desta data. Em 1616 ele foi denunciado ao Bispo para ser "notado e famoso por um drunckard comon (sic) e notório swearer e blasfemo". O clérigo o dispensou por estar bêbado no órgão e usar palavrões durante o serviço divino. Ele foi, no entanto reintegrado e permaneceu no cargo até sua morte, embora seu comportamento não tenha melhorado, em 1619 Weelkes foi novamente comunicado ao Bispo:
Muitas vezes vêm tão disfarçado da Taverna que é para se lamentar, pois nestes humores ele amaldiçoa e pragueja terrivelmente, e assim dá por profano o serviço de Deus ... e que ele tem sido muitas vezes admoestado ... para refrear esses humores e consertar-se, porém ele continua o mesmo, ou é um pouco pior do que já era.
Em 1622, Elizabeth Weelkes morreu. Thomas Weelkes era, por esta altura, reintegrado na catedral de Chichester, mas parecia estar gastando uma grande quantidade de tempo em Londres. Ele morreu em Londres em 1623, na casa de um amigo, quase certamente em 30 de novembro e foi sepultado em 1 de dezembro de 1623. Vontade Weelkes ', fez o dia antes de morrer na casa de seu amigo Henry Drinkwater da paróquia de St. Bride, deixou o seu espólio a ser dividido entre seus três filhos, com um grande 50 legado deixado para Drinkwater por sua carne, bebida e alojamento. Weelkes tem uma pedra memorial na Catedral de Chichester.

## Música
Thomas Weelkes é mais conhecido por sua música vocal, especialmente seus madrigais e música de igreja. Weelkes escreveu serviços mais anglicanos que qualquer outra grande compositor da época, principalmente para evensong. Muitos de seus hinos são hinos em verso, que teria adequado as pequenas forças que ele estava escrevendo para a Catedral de Chichester.
Weelkes era amigo do madrigalista Thomas Morley, que morreu em 1602, quando Weelkes estava em seus vinte e poucos anos (Weelkes comemorou sua morte, em um hino madrigal forma intitulado A lembrança do meu amigo Thomas Morley, também conhecido como "A morte tem me Privado"). Seus próprios madrigais são muito cromáticos e usam contrapontos orgânicos variados e ritmos não convencionais na sua construção.
Apenas uma pequena quantidade de música instrumental foi escrito por Weelkes, e não é muito executada. Sua música consorte é tudo em tom sombrio, contrastando com os madrigais muitas vezes alegres.

## Principais obras
- O Care, Thou Wilt Despatch Me
- Thule, the Period of Cosmography
- Like Two Proud Armies